# Ricardo Rey
Ricardo Rey Pardellas (ur. w 1910) – argentyński zapaśnik walczący w stylu klasycznym. Olimpijczyk z Amsterdamu 1928, gdzie zajął dziewiąte miejsce w wadze piórkowej.

## Letnie Igrzyska Olimpijskie 1928
| Konkurencja           | Rundy eliminacyjne   | Rundy eliminacyjne    | Rundy eliminacyjne | Klas. końcowa |
| Konkurencja           | Przeciwnik I         | Przeciwnik II         | Przeciwnik III     | Miejsce       |
| --------------------- | -------------------- | --------------------- | ------------------ | ------------- |
| 60 kg styl klasyczny. | Isidor Bieri (SUI) Z | Ernst Steinig (GER) P | Aage Meyer (DEN) P | 9.            |